# Batur Selatan
Batur Selatan is een bestuurslaag in het regentschap Bangli van de provincie Bali, Indonesië. Batur Selatan telt 3138 inwoners (volkstelling 2010).